# Leif Kristian Nestvold-Haugen
Leif Kristian Nestvold-Haugen (* 29. November 1987 in Bærum, Akershus als Leif Kristian Haugen) ist ein ehemaliger norwegischer Skirennläufer. Er war auf die Disziplinen Riesenslalom und Slalom spezialisiert. Seine Schwester Kristine Gjelsten Haugen war ebenfalls als alpine Skirennläuferin aktiv.

## Biografie
Haugen absolvierte seine ersten FIS-Rennen im November 2002. Im Europacup startete er erstmals im März 2005, seine lange Zeit beste Platzierung erzielte er im November 2007 mit Rang 12 im Indoor-Bewerb von Landgraaf. Bei den Juniorenweltmeisterschaften 2006 erreichte er den 5. Rang in der Kombinationswertung.
Aufgrund seines Wirtschaftsstudiums an der University of Denver startete Haugen ab März 2008 hauptsächlich im Nor-Am Cup. Am 5. Januar 2009 feierte er im Riesenslalom von Sunday River seinen ersten Sieg in dieser Rennserie. Am 25. Oktober 2009 bestritt er auf dem Rettenbachferner bei Sölden sein erstes Weltcuprennen; als 26. des dort ausgetragenen Riesenslaloms holte er sogleich seine ersten Weltcuppunkte. Im nächsten Riesenslalom der Saison 2009/10 erreichte er bereits sein erstes Top-20-Ergebnis. Im Februar 2010 nahm Haugen an den Olympischen Winterspielen in Vancouver teil, wo er 28. im Riesenslalom wurde, aber im Slalom ausfiel. Ein elfter Platz im Riesenslalom von Alta Badia am 19. Dezember 2010 blieb für die nächsten zwei Jahre Haugens bestes Weltcupresultat. Im Winter 2010/11 startete er neben den Weltcuprennen in Europa auch wieder vermehrt im Europacup, wo er im Januar seinen ersten Podestplatz erreichte. Bei den Weltmeisterschaften 2011 in Garmisch-Partenkirchen erzielte er den 16. Platz im Riesenslalom; im Slalom schied er aus.
In der Saison 2011/12 war Haugens bestes Weltcupergebnis ein 13. Platz im Riesenslalom von Beaver Creek, während er im Nor-Am Cup im selben Winter dreimal auf das Podest fuhr. In der folgenden Weltcupsaison 2012/13 erreichte er am 18. Dezember mit dem achten Platz im Nachtslalom von Madonna di Campiglio sein erstes Top-10-Ergebnis. Im Februar 2014 nahm er in Sotschi zum zweiten Mal an Olympischen Winterspielen teil und belegte dort Rang zwölf im Slalom und Rang 16 im Riesenslalom. Seine bisher besten Platzierungen sind je ein vierter Platz beim Parallel-Riesenslalom von Alta Badia am 19. Dezember 2016 und beim Slalom von Kitzbühel am 22. Januar 2017. Bei den Weltmeisterschaften 2017 in St. Moritz gewann Haugen hinter den beiden Österreichern Marcel Hirscher und Roland Leitinger etwas überraschend die Bronzemedaille. Dies war seine erste Medaille bei einem Großereignis. Am 4. März 2017 erzielte er mit dem zweiten Platz im Riesenslalom von Kranjska Gora auch seine erste Weltcup-Podestplatzierung.
Im August 2017 heiratete Haugen seine langjährige Freundin Marthe Gausen Nestvold, seither trat er unter dem Namen Nestvold-Haugen an. Trotz eines verhaltenen Saisonstarts qualifizierte er sich für die Olympischen Winterspiele 2018 in Pyeongchang, wo er im Mannschaftswettbewerb die Bronzemedaille gewann – zusammen mit Sebastian Foss Solevåg, Nina Haver-Løseth, Kristin Lysdahl, Jonathan Nordbotten und Maren Skjøld. Auch der Beginn der darauf folgenden Saison verlief etwas harzig, doch rechtzeitig zu den Weltmeisterschaften 2019 in Åre fand er seine Bestform und fuhr im Riesenslalom auf den siebten Platz, während im Mannschaftswettbewerb der fünfte Platz resultierte. Höhepunkte der Weltcupsaison 2019/20 waren zwei dritte Plätze in den Riesenslaloms von Beaver Creek und Garmisch-Partenkirchen.
Nach nur zwei Top-10-Klassierungen zu Beginn des Winters 2020/21 und den enttäuschend verlaufenen Weltmeisterschaften in Cortina d’Ampezzo gelang Nestvold-Haugen beim Weltcupfinale der einzige Weltcupsieg seiner Karriere, als Teil des norwegischen Teams beim Mannschaftswettbewerb. Mitte April gewann er seinen vierten norwegischen Meistertitel. Nachdem er bisher stets mit Skis der Marke Rossignol gefahren war, wechselte Nestvold-Haugen auf die Saison 2021/22 hin zu Head, weil er sich davon neue Impulse versprach. Diese stellten sich jedoch nicht ein, und ein 18. Platz blieb sein bestes Ergebnis. In der Weltcupsaison 2022/23 war er nur unwesentlich besser. Allerdings gewann er bei den Weltmeisterschaften 2023 in Méribel im Mannschaftswettbewerb als Ersatzfahrer mit dem norwegischen Team die Silbermedaille. Am 13. März 2023 gab er seinen Rücktritt bekannt.

## Erfolge

### Olympische Spiele
- Vancouver 2010: 28. Riesenslalom
- Sotschi 2014: 12. Slalom, 16. Riesenslalom
- Pyeongchang 2018: 3. Mannschaftswettbewerb, 8. Riesenslalom, 13. Slalom

### Weltmeisterschaften
- Garmisch-Partenkirchen 2011: 16. Riesenslalom
- Schladming 2013: 9. Mannschaftswettbewerb, 23. Slalom, 24. Riesenslalom
- Vail/Beaver Creek 2015: 5. Mannschaftswettbewerb
- St. Moritz 2017: 3. Riesenslalom, 15. Slalom
- Åre 2019: 5. Mannschaftswettbewerb, 7. Riesenslalom
- Cortina d’Ampezzo 2021: 16. Riesenslalom
- Courchevel/Méribel 2023: 2. Mannschaftswettbewerb

### Weltcup
- 11 Platzierungen unter den besten fünf in Einzelrennen, davon 3 Podestplätze
- 2 Podestplätze bei Mannschaftswettbewerben, davon 1 Sieg

### Weltcupwertungen
| Saison  | Gesamt | Gesamt | Riesenslalom | Riesenslalom | Slalom | Slalom | Parallel | Parallel |
| Saison  | Platz  | Punkte | Platz        | Punkte       | Platz  | Punkte | Platz    | Punkte   |
| ------- | ------ | ------ | ------------ | ------------ | ------ | ------ | -------- | -------- |
| 2009/10 | 101.   | 38     | 30.          | 38           | –      | –      | –        | –        |
| 2010/11 | 89.    | 62     | 26.          | 56           | 58.    | 6      | –        | –        |
| 2011/12 | 97.    | 45     | 37.          | 25           | 40.    | 20     | –        | –        |
| 2012/13 | 51.    | 145    | 24.          | 84           | 27.    | 61     | 13.      | 15       |
| 2013/14 | 36.    | 228    | 10.          | 178          | 30.    | 50     | –        | –        |
| 2014/15 | 44.    | 196    | 11.          | 182          | 45.    | 14     | –        | –        |
| 2015/16 | 41.    | 242    | 14.          | 181          | 30.    | 61     | –        | –        |
| 2016/17 | 17.    | 394    | 6.           | 282          | 24.    | 102    | –        | –        |
| 2017/18 | 24.    | 346    | 8.           | 198          | 20.    | 148    | –        | –        |
| 2018/19 | 40.    | 222    | 13.          | 174          | 34.    | 48     | –        | –        |
| 2019/20 | 21.    | 337    | 6.           | 249          | 43.    | 27     | 9.       | 61       |
| 2020/21 | 39.    | 210    | 14.          | 196          | 49.    | 4      | 21.      | 10       |
| 2021/22 | 99.    | 42     | 29.          | 34           | –      | –      | 23.      | 8        |
| 2022/23 | 91.    | 56     | 29.          | 56           | –      | –      | -        | -        |

### Europacup
6 Podestplätze, davon 2 Siege:
| Datum             | Ort         | Land       | Disziplin |
| ----------------- | ----------- | ---------- | --------- |
| 29. November 2016 | Levi        | Finnland   | Slalom    |
| 12. Januar 2017 * | Zell am See | Österreich | Slalom    |

* zeitgleich mit Christian Hirschbühl und Thomas Hettegger

### Nor-Am Cup
- Saison 2008/09: 4. Riesenslalomwertung
- Saison 2009/10: 9. Slalomwertung
- Saison 2011/12: 4. Riesenslalomwertung, 8. Slalomwertung
- Saison 2012/13: 10. Slalomwertung
- 9 Podestplätze, davon 3 Siege:

| Datum             | Ort             | Land | Disziplin    |
| ----------------- | --------------- | ---- | ------------ |
| 5. Januar 2009    | Sunday River    | USA  | Riesenslalom |
| 25. November 2012 | Loveland        | USA  | Slalom       |
| 3. Dezember 2014  | Copper Mountain | USA  | Slalom       |

### Juniorenweltmeisterschaften
- Bardonecchia 2005: 10. Slalom, 36. Super-G, 39. Abfahrt
- Québec 2006: 5. Kombination, 7. Slalom, 7. Riesenslalom, 23. Super-G, 30. Abfahrt
- Flachau 2007: 8. Slalom, 13. Riesenslalom

### Weitere Erfolge
- 4 norwegischer Meistertitel (Riesenslalom 2014, 2017 und 2021; Slalom 2014)
- 15 Siege in FIS-Rennen